# Capilla de los Sastres (Oporto)
La capilla de los Sastres o de Nuestra Señora de Agosto (en portugués: Capela dos Alfaiates o de Nossa Senhora de Agosto) es una capilla situada en la ciudad de Oporto, en Portugal. Tiene como principal interés el hecho de marcar, la transición del estilo arquitectónico gótico tardío hacia nuevas formulaciones manieristas de inspiración flamenca al Norte de Portugal. Fue denominada como Monumento Nacional en 1927. Está incluida dentro del conjunto del Centro Histórico de Oporto, clasificado como Patrimonio de la Humanidad por la UNESCO en 1996.

## Historia
El Santo Buen Hombre y Nuestra Señora de Agosto fueron los patrones y protectores de la Cofradía de los Sastres. La imagen venerada, estaba a principios del siglo XVI, en el primer piso de una casa junto a la Catedral, que tenía en su planta baja, el granero del canónigo.
En 1554, se inició la construcción de una nueva capilla ante la fachada principal de la Catedral de Oporto, en un edificio cedido a la cofradía por el obispo Rodrigo Pinheiro. Once años más tarde, sólo habían sido levantadas las paredes, pero, con el empuje del prelado, la hermandad contrató el maestro de obras Manuel Luís para que acabara el templo.
En 1853, hubo obras de mejora, promovidas por la Asociación de los Sastres. En 1935 fue expropiada por el Ayuntamiento de Oporto y demolida en 1936 para hacer la apertura de la plaza ante la Sede. En 1953 fue reedificada en su actual ubicación, en el Largo do Actor Dias. En la misma época los paneles del altar, fueron restaurados por el pintor Abel de Moura.

## Arte y Arquitectura
La capilla es de planta rectangular y se abre hacia el exterior por un portal flanqueado por dos columnas corintias estriadas, apoyadas sobre pedestales. El portal está rematado por una hornacina con decoración flamenca que abriga la imagen de barro de Nuestra Señora de Agosto, obra de Manuel Luís.
El edificio está precedido por un patio rodeado por una valla de hierro.
Las fachadas laterales, sin ningún elemento decorativo, poseen tan sólo una ventana en la parte superior.
En el interior del templo, iluminado por el gran ventanal de la fachada principal, la bóveda elevada sobre el espacio cuadrado de la nave es gótica tardía, mostrando ya, motivos ornamentales manieristas. El cuerpo de la nave y el altar, están separadas por un arco de crucería de medio punto, apoyado en pilastras jónicas. Este está cubierto por una pequeña bóveda de cañón con dos tramos formados por casetones de granito que arrancan de ménsulas clásicas.
El retablo del altar, también manierista, se divide en ocho paneles que representas escenas de la vida de la Virgen y que, iconográficamente, respetan las prescripciones del Concilio de Trento, divulgadas en Portugal a partir del 1580 a través de las Constituições Sinodais.
Las pinturas son atribuidas a Francisco Correia y sus colaboradores, siendo ejecutadas, probablemente, entre los años 1590 y 1600. Las tablas representan la Anunciación, la Adoración de los pastores, la Adoración de los Reyes Magos, la Asunción de la Virgen, el Niño Jesús entre los doctores, la Coronación de la Virgen, la Visita de Santa Isabel y la Fuga hacia Egipto.
En el centro, la imagen caliza de Nuestra Señora de Agosto, más antigua, muestra influencias de la imaginería norte-europea. La imagen de San Buen Hombre, patrón de los sastres, está colocada a la derecha del altar.